# Metrioptera
Metrioptera – rodzaj owadów prostoskrzydłych z rodziny pasikonikowatych (Tettigoniidae). Gatunki z tego rodzaju są określane w języku polskim zwyczajową nazwą podłatczyn. Rodzaj obejmuje kilkanaście gatunków występujących w Europie i w Azji. Gatunkiem typowym jest Gryllus brachypterus (=Metrioptera brachyptera).
Podrodzaj Bicolorana jest przez część taksonomów podnoszony do rangi rodzaju.
W Polsce występują 3 gatunki:
- Metrioptera bicolor,
- Metrioptera brachyptera,
- Metrioptera roeselii.